# پی-۷۵۰ ایکس‌استول
پی-۷۵۰ ایکس‌استول (به انگلیسی: PAC_P-750_XSTOL) یک هواگرد ملخ‌پیشین تک‌موتوره از نوع ترابری ساخت شرکت Pacific Aerospace است. هواگرد پی-۷۵۰ ایکس‌استول نخستین پروازش را در ۲۰۰۱ میلادی انجام داد.